# Israel nos Jogos Olímpicos de Inverno de 2014
Israel participou dos Jogos Olímpicos de Inverno de 2014, realizados na cidade de Sóchi, na Rússia. Foi a sexta aparição do país em Olimpíadas de Inverno.

## Desempenho

### Esqui alpino
Masculino
| Atleta           | Evento         | Descida 1 | Descida 2 | Total | Pos. |
| ---------------- | -------------- | --------- | --------- | ----- | ---- |
| Virgile Vandeput | Slalom         | DNS       | DNS       | DNS   | DNS  |
| Virgile Vandeput | Slalom gigante | DNS       | DNS       | DNS   | DNS  |

### Patinação artística
| Atleta                                | Evento               | Programa curto | Programa curto | Programa longo | Programa longo | Total  | Total |
| Atleta                                | Evento               | Pontos         | Pos.           | Pontos         | Pos.           | Pontos | Pos.  |
| ------------------------------------- | -------------------- | -------------- | -------------- | -------------- | -------------- | ------ | ----- |
| Alexei Bychenko                       | Individual masculino | 62.44          | 22º            | 114.62         | 21º            | 177.06 | 21º   |
| Andrea Davidovich Evgeni Krasnopolski | Duplas               | 53.38          | 15º            | 94.35          | 15º            | 147.73 | 15º   |

### Patinação de velocidade em pista curta
Masculino
| Atleta            | Evento      | Preliminar | Preliminar | Quartas     | Quartas     | Semifinal   | Semifinal   | Final       | Final       |
| Atleta            | Evento      | Tempo      | Pos.       | Tempo       | Pos.        | Tempo       | Pos.        | Tempo       | Pos.        |
| ----------------- | ----------- | ---------- | ---------- | ----------- | ----------- | ----------- | ----------- | ----------- | ----------- |
| Vladislav Bykanov | 500 metros  | 41.769     | 3º         | Não avançou | Não avançou | Não avançou | Não avançou | Não avançou | Não avançou |
| Vladislav Bykanov | 1000 metros | 1:27.796   | 3º         | Não avançou | Não avançou | Não avançou | Não avançou | Não avançou | Não avançou |
| Vladislav Bykanov | 1500 metros | 2:21.163   | 4º         |             |             | Não avançou | Não avançou | Não avançou | Não avançou |

Legenda
| Recorde mundial      | Recorde mundial (World record)               |                       | Recorde africano                      | Recorde africano (African) |                                           | Q | Classificado por posição (Qualified) |
| Recorde olímpico     | Recorde olímpico (Olympic record)            | Recorde da América    | Recorde da América (Americas)         | q                          | Classificado por melhor tempo (Qualified) |   |                                      |
| Melhor marca do ano  | Melhor marca do ano (World leading)          | Recorde asiático      | Recorde asiático (Asian)              | DNS                        | Não largou (Did not start)                |   |                                      |
| Recorde nacional     | Recorde nacional (National record)           | Recorde europeu       | Recorde europeu (European)            | DNF                        | Não terminou (Did not finish)             |   |                                      |
| Recorde pessoal      | Recorde pessoal do atleta (Personal best)    | Recorde da Oceania    | Recorde da Oceania (Oceania)          | DSQ / DQ                   | Desclassificado (Disqualified)            |   |                                      |
| Recorde da temporada | Recorde da temporada do atleta (Season best) | Recorde sul-americano | Recorde sul-americano (South America) | NM                         | Sem marca (No mark)                       |   |                                      |